# Псалії
Псалії (лат. psalia, дав.-гр. ψάλια) — давні деталі вудил — пара вертикальних стрижнів, що прикріплювалися перпендикулярно до кінців вудил. Повсюдно застосовували кістяні бронзові, пізніше залізні псалії. З початку ІІ тисячоліття нашої ери псалії поступово вийшли з ужитку.